# هگزافلوروآلومینات سدیم
هگزافلوروآلومینات سدیم (به انگلیسی: Sodium hexafluoroaluminate) با فرمول شیمیایی Na۳AlF۶ یک ترکیب شیمیایی است. که جرم مولی آن 209.94 g/mol می‌باشد. شکل ظاهری این ترکیب، پودر سفید است.